# Edificio Aznar
El edificio Aznar está situado en la calle Embajador Vich número 15 de la ciudad de Valencia (España). Se trata de una edificación residencial de estilo modernista valenciano construida en el año 1905.

## Edificio
Fue construido por el maestro de obras valenciano Manuel García Sierra en 1905. El edificio se encuentra ubicado en un chaflán recayente a tres espacios urbanos diferentes, a la calle Embajador Vich y la calle Prócida y a la plaza del Picadero de Dos Aguas. La fachada principal, recayente a la calle Embajador Vich, tiene un estilo modernista valenciano de influencia francesa con un amplio mirador acristalado con una pequeña cúpula, balcones forjados en hierro y azulejos de girasoles.
El edificio consta de planta baja, entresuelo, tres alturas y ático. Sus fachadas fueron rehabilitadas a principios de los años 2000. La planta baja durante muchas décadas albergó la conocida y centenaria papelería Vila hasta su traslado a finales de la década de los años 2000.